# Lijst van beschermd erfgoed in de gemeente Dudelange
In deze lijst van beschermd erfgoed in de gemeente Dudelange zijn alle geclassificeerde nationale monumenten van de Luxemburgse gemeente Dudelange opgenomen.

## Monumenten per plaats

### Budersberg
| Object   | Bouwjaar/architect | Locatie | Datum beschermd?  | Coördinaten | Afbeelding |
| -------- | ------------------ | ------- | ----------------- | ----------- | ---------- |
| Gebouwen |                    |         | 28 juni 1988 (IS) |             |            |

### Dudelange
| Object                             | Bouwjaar/architect | Locatie                                 | Datum beschermd?   | Coördinaten                  | Afbeelding |
| ---------------------------------- | ------------------ | --------------------------------------- | ------------------ | ---------------------------- | ---------- |
| Berg Mont St-Jean                  |                    |                                         | 23 april 1938 (MN) | 49° 29' 26" NB, 6° 3' 37" OL |            |
| Kapel St-Eloi                      |                    |                                         | 12 maart 2004 (MN) |                              |            |
| Gebouw (Résidence Botanica Bloc A) |                    | avenue Grande-Duchesse Charlotte 8      | 18 maart 2011 (MN) |                              |            |
| Gebouwen                           |                    | rue Karl Marx 2, 4, 10, 12, 14          | 28 juni 1988 (IS)  |                              |            |
| Gebouw                             |                    | rue Jean-Jaurès 30                      | 29 juni 1988 (IS)  |                              |            |
| Gebouw                             |                    | avenue Grande-Duchesse Charlotte 8      | 14 mei 1991 (IS)   |                              |            |
| Watertoren                         |                    | op een plaats genaamd «Dudelange-Usine» | 25 maart 2003 (IS) |                              |            |

## Bron
- Liste des immeubles et objets classés monuments nationaux ou inscrits à l'inventaire supplémentaire